# 明打威海峽
明打威海峽是印度尼西亞的海峽，位於蘇門答臘島和明打威群島之間的印度洋海域，由西蘇門答臘省負責管轄，長430公里、寬100至150公里。
2°00′S 100°30′E / 2.000°S 100.500°E